# Remote Integrated Telescope Zentrum
Pour les articles homonymes, voir RITZ.
Le Remote Integrated Telescope Zentrum (RITZ) désigne le bâtiment plat, à l'Observatoire de La Silla, au Chili, et sert de salle de contrôle commune au télescope de 3,6 mètres de l'ESO, au New Technology Telescope et au télescope de 2,2 mètres.